# Tomer Bar

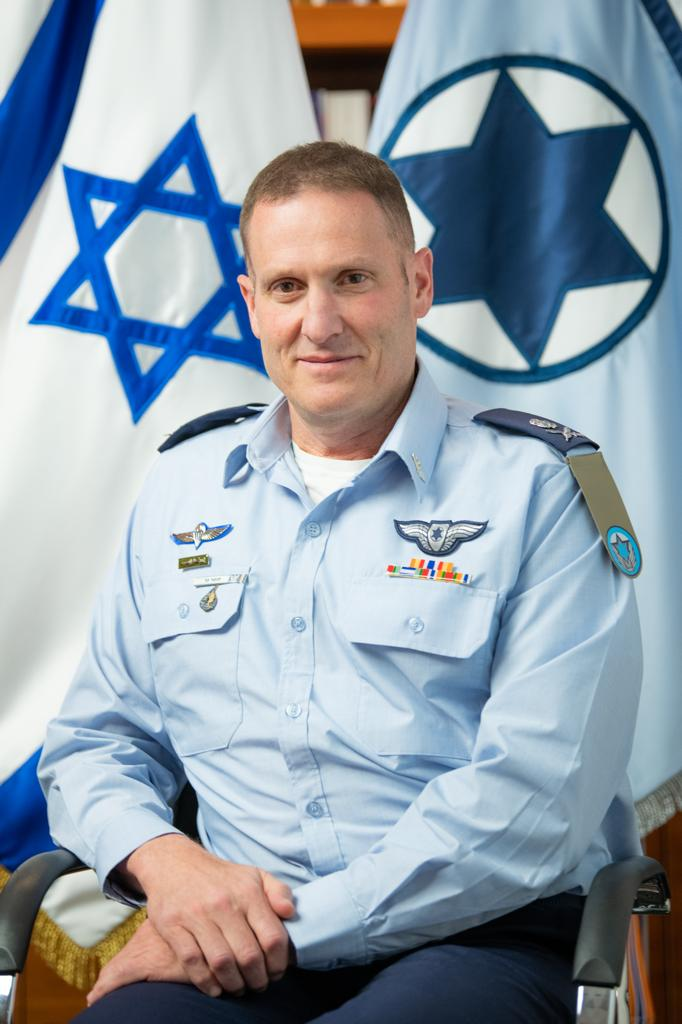
Tomer Bar (2022)

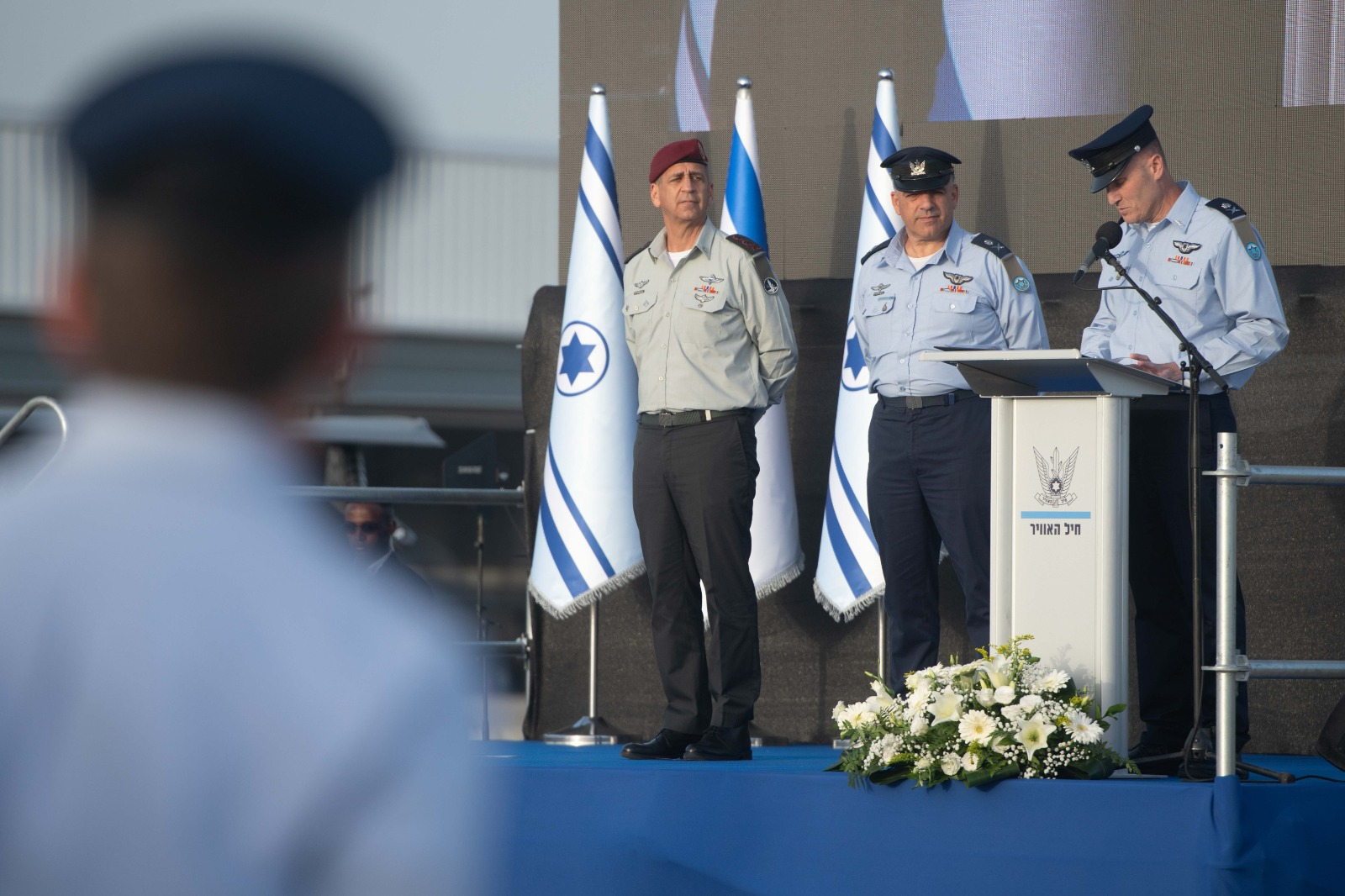
Tomer Bar (rechts) übernimmt im April 2022 das Amt des Kommandeurs der IAF von Amikam Norkin (Mitte)

Tomer Bar (hebräisch תומר בר; * 1969) ist ein israelischer General und seit April 2022 Kommandeur der Israelischen Luftwaffe (IAF) im Range eines Generalmajors (Aluf).

## Leben und Karriere
Bar wurde 1969 als eines von sechs Kindern von Erela und Natan Bar in Kfar Yehoshua südöstlich von Haifa geboren und wuchs auch dort auf. Er ist mit Tali verheiratet und hat vier Kinder. 1987 trat er in die IDF ein und schloss 1989 den Pilotenlehrgang mit Auszeichnung ab. Er diente als F-16-Kampfpilot bei den Staffeln 110, 116 und 140. Nach einem Studienaufenthalt in den USA wurde er 1998 als F-15-Pilot bei der 133. Staffel eingesetzt.
Von 1999 bis 2002 war er Leiter der Operationsabteilung im Luftwaffenhauptquartier auf Tel Nof. Im Jahr 2005 wurde Bar zum Kommandeur der 69. Staffel auf Chazerim ernannt, die mit der F-15I ausgerüstet ist und befehligte die Staffel während des Zweiten Libanonkriegs. Während seiner Amtszeit führte die Staffel die Operation Orchard durch, die Zerstörung eines syrischen Nuklearstandorts am 6. September 2007. Während seiner Dienstzeit fungierte er drei Jahre lang als Leiter der Operationsabteilung der Luftwaffe, unter anderem während der Operation Cast Lead. Im Jahr 2010 wurde er zum Kommandeur der IAF-Flugakademie ernannt und bekleidete diese Position bis 2012.
Im Februar 2012 wurde er zum Brigadegeneral befördert und zum Kommandeur von Tel Nof ernannt, wo er die Ausbildung von UAV-Personal leitete und den Stützpunkt während der Operation Pillar of Cloud befehligte. Am 17. Oktober 2017 wurde er zum Stabschef der Luftwaffe ernannt und bekleidete diese Position bis zum 22. Oktober 2019, auch während des Zwischenfalls zwischen Israel und Syrien im Februar 2018. Am 18. Juni 2020 wurde er zum Generalmajor befördert und am 21. Juni zum Leiter des IDF Force Design Directorate ernannt.
Im September 2021 wurde er zum nächsten Kommandeur der IAF bestimmt und am 4. April 2022 in sein Amt auf Tel Nof eingeführt. Er ersetzte Generalmajor Amikam Norkin.